# Waldemar Kazanecki
Waldemar Kazanecki ([valˈdɛmar kazaˈnɛtski]; sinh ngày 29 tháng 4 năm 1929 tại Warszawa, mất ngày 20 tháng 12 năm 1991 tại Warszawa) là nghệ sĩ piano, nhạc trưởng và nhà soạn nhạc Ba Lan.

## Cuộc đời và sự nghiệp
Năm 1954, Waldemar Kazanecki bắt đầu làm biên tập viên âm nhạc trên Đài phát thanh Ba Lan và sau đó trở thành nghệ sĩ dương cầm trong Dàn nhạc Jerzy Harald. Kazanecki lần đầu viết kịch bản điện ảnh với bộ phim Hrabina Cosel (Nữ bá tước Cosel) vào năm 1966. Năm 1975, ông sáng tác phần âm nhạc cho bộ phim Nights and Days (Noce i Dnie), và bộ phim này đoạt giải Oscar. Tổng kết sự nghiệp điện ảnh, Waldemar Kazanecki đã sáng tác khoảng 500 bộ phim và chương trình truyền hình. Kazanecki qua đời tại Warszawa năm 1991, hưởng thọ 62 tuổi.

## Danh sách bộ phim
Dưới đây là danh sách phim có sự xuất hiện của Waldemar Kazanecki:
- Czarne chmury (1973)
- Nie ma róży bez ognia (1974)
- Noce i dnie (1975)
- Brunet wieczorową porą (1976)
- Dom (1980)
- Bolek i Lolek
- Baśnie i waśnie
- Zaczarowany ołówek
- Ballada o Januszku (1987)
- Do przerwy 0:1 (1969)
- Gorzka miłość (1990)
- Hrabina Cosel (1968)
- Tylko Kaśka (1980)
- Muchy króla Apsika